# Райнер, Мария-Луиза
Мария-Луиза Райнер (нем. Marie-Louise Rainer; 23 апреля 1959, Тельфес-им-Штубай, Тироль) — итальянская саночница австрийского происхождения, выступавшая за сборную Италии в середине 1970-х — конце 1980-х годов. Участница четырёх зимних Олимпийских игр, бронзовая призёрша мирового первенства, вице-чемпионка Европы в составе смешанной команды по санному спорту, обладательница Кубка мира.

## Биография
Мария-Луиза Райнер родилась 23 апреля 1959 года в городе Тельфес-им-Штубай, федеральная земля Тироль. Активно заниматься санным спортом начала в начале 1970-х годов, вскоре прошла отбор в национальную сборную и стала принимать участие в различных международных соревнованиях. Благодаря череде удачных выступлений удостоилась права защищать честь страны на зимних Олимпийских играх 1976 года в Инсбруке, где впоследствии финишировала шестнадцатой. На чемпионате мира 1979 года в немецком Кёнигсзее завоевала бронзовую медаль женской одиночной программы, тогда как в следующем сезоне ездила соревноваться на Олимпиаду в Лейк-Плэсид, крайне неудачно провела там последний четвёртый заезд, в котором так и не смогла добраться до финиша.
В 1984 году Райнер участвовала в заездах зимних Олимпийских игр в Сараево и заняла шестое место, показав лучший свой результат в олимпийских программах. Весьма успешно провела сезон 1985/86, когда по окончании всех кубковых этапов разместилась в мировом рейтинге сильнейших саночниц на первой строке и стала, соответственно, обладательницей Кубка мира. Без проблем прошла квалификацию на Олимпийские игры 1988 года в Калгари, планировала побороться здесь за медали, однако в итоге пришла к финишу только пятнадцатой. Последним крупным международным стартом для неё стал чемпионат Европы в Кёнигсзее, где она взяла бронзу в эстафете. Вскоре после окончания этих соревнований Мария-Луиза Райнер приняла решение завершить карьеру профессиональной спортсменки, уступив место молодым итальянским саночницам.
Впоследствии заняла должность помощницы тренера в итальянской сборной, позже тренировала национальную команду Канады. Также успела поработать менеджером на домашних зимних Олимпийских играх 2006 года в Турине и некоторое время была членом Международной федерации санного спорта, занимаясь организацией этапов юношеского Кубка мира, ныне состоит в должности координатора FIL и является членом технического комитета.